# Distrito de Dakshina Kannada
Dakshina Kannada (Tulu: ದಕ್ಷಿಣ ಕನ್ನಡ), también llamado South Kannada, South Kanara, o South Canara, es un distrito costero del estado de Karnataka en India. Limita con los distritos de Udupi, al norte; Chikmagalur, al noreste; Hassan, al este; Kodagu, al sureste; y el distrito de Kasaragod, en el estado de Kerala, al sur. El mar de Omán se encuentra al oeste. Mangalore es la capital y la principal ciudad del distrito.
Según censo 2011 la población del distrito era de 2 083 625 habitantes.
El distrito está dividido en cinco talukas, que son: Mangalore, Bantwal, Puttur, Sullia, y Belthangady. Solía incluir además tres talukas en el norte, Udupi, Kundapur y Karkal, pero fueron separados en agosto del año 1997 para formar el distrito de Udupi. Los distritos de Dakshina Kannada y Udupi a menudo son llamados Tulu Nadu, porque el tulu es la lengua hablada por la mayoría en la región. Sin embargo, la lengua tulu y su gente han sido asociados con la lengua kannada, ya que el tulu adoptó la escritura kannada durante muchos siglos. Los Alupas que gobernaron esta región entre los siglos VIII y XIV d. C. como feudatarios de todos los Imperios de la época hicieron del kannada su lengua oficial. Es por esta razón que los distritos que hablan tulu son una parte del estado de Karnataka.